# Schizoloma lobatum
Schizoloma lobatum là một loài dương xỉ trong họ Lindsaeaceae. Loài này được Bedd. mô tả khoa học đầu tiên năm 1876.
Danh pháp khoa học của loài này chưa được làm sáng tỏ. 